# Сінь Ціцзі
Сінь Ціцзі (* 28 травня 1140 — †10 березня 1207) — китайський військовий діяч та поет часів династії Південна Сун.

## Життєпис
Походив з родини військовиків Сінь. народився у м. Цзінань, що у теперішній провінції Шаньдун. Про молоді роки мало відомостей. Відомо, що його дід Сінь Цзань 辛赞 був повітовим чиновником династії Цзінь, але він виховував онука у дусі вірності династії Сун, стверджуючи необхідність повернути території Південної Сун, які були віддані чжурчженьскій династії Цзінь. У 1160 році самостійно зібрав загін, який розпочав боротьбу проти чжурчженів на півночі. Деякий час Сінь мав успіх. У 1162 був відправлений через Янцзи для встановлення зв'язку з владою династії Південна Сун. Дізнавшись після повернення про розгром повстанців військами Цзінь в результаті зради, Сінь Ціцзі з 50 вояками викрав зрадника і доставив до столиці Південної Сун.
Тим не менш все це створила повагу при дворі династії Південна Сун. У 1162 році Сінь Ціцзі переходить на державну службу, призначений помічником судді в Цзян'інь (пров.інція Цзянсу). Втім його спроби заохотити імператора розпочати підготовку для відвоювання північного Китаю ні до чого не призвели (у 1165 році подав двору доповідь, в якій обґрунтував можливість військових дій проти чжурчженів). Навесні 1172 року було призначено правителем округу Чучжоу (провінції Аньхой), де звільнив населення від недоїмок і почав готувати ополчення. 1173 року йому доручили високі пости в провінціях Хубей і Цзянсі. У 1179 році з провінції Хунань в доповіді імператору писав про хитрощах, до яких вдаються чиновники при грабунках населення.
Тоді він сам вирішив готуватися до війни — створив «армію стрімких тигрів», але взимку 1180 року переведено на посаду генерал-губернатора в Лунсін (сучасний Наньчан провінції Цзянсі), де під час посухи рішучими діями врятував жителів від голоду. Проте двір не міг терпіти його самостійності та протидії капитулянській політиці. Також було запідозрено у змові. Втім вже у 1181 році Сінь йде у відставку. У 1192 році на деякий час Сінь Ціцзі було покликано до двору імператора. Але незабаром його знову було звільнено внаслідок розбіжностей на стосунки з династією Цзінь.
У 1203 році розпочалася війна з чжурдженями, тому Сінь Ціцзі було покликано до імператора — призначено генерал-губернатором м. Шаосін (сучасна провінція Чжецзян), а у 1204 році правителем області Чженьцян. Але самостійність та небажання підлещуватися викликало конфлікт з Хан Туочжоу, фаворитом імператора. У 1205 році Сіня знову відправлено у відставку. У 1207 році під час нового протистояння Цзінь та Південної Сун Сінь Ціцзі ще раз отримав виклик до імператорського двору. Втім не доїхав до місця призначення, померши 10 березня того ж року.

## Творчість
Працював у жанрі ци. Всього у доробку 620 поем. Сінь Цзіцзі відрізняється виразністю слова. Використовував багато тем, різноманітні стилі. В його поезії виражалися патріотичний ентузіазм, смуток про нездійснення непохитної волі, критика володаря за приниження перед агресорами, захоплення красою природи батьківщини, опис селянського життя та праці. У віршах багато історичних натяків. Їх стиль сміливий і ніжний. Його головні твори — «Цзясюань Ці», «На альтанці міста Цзянькан», «Спогад про давнину на альтанці Байга»